# 白元アース

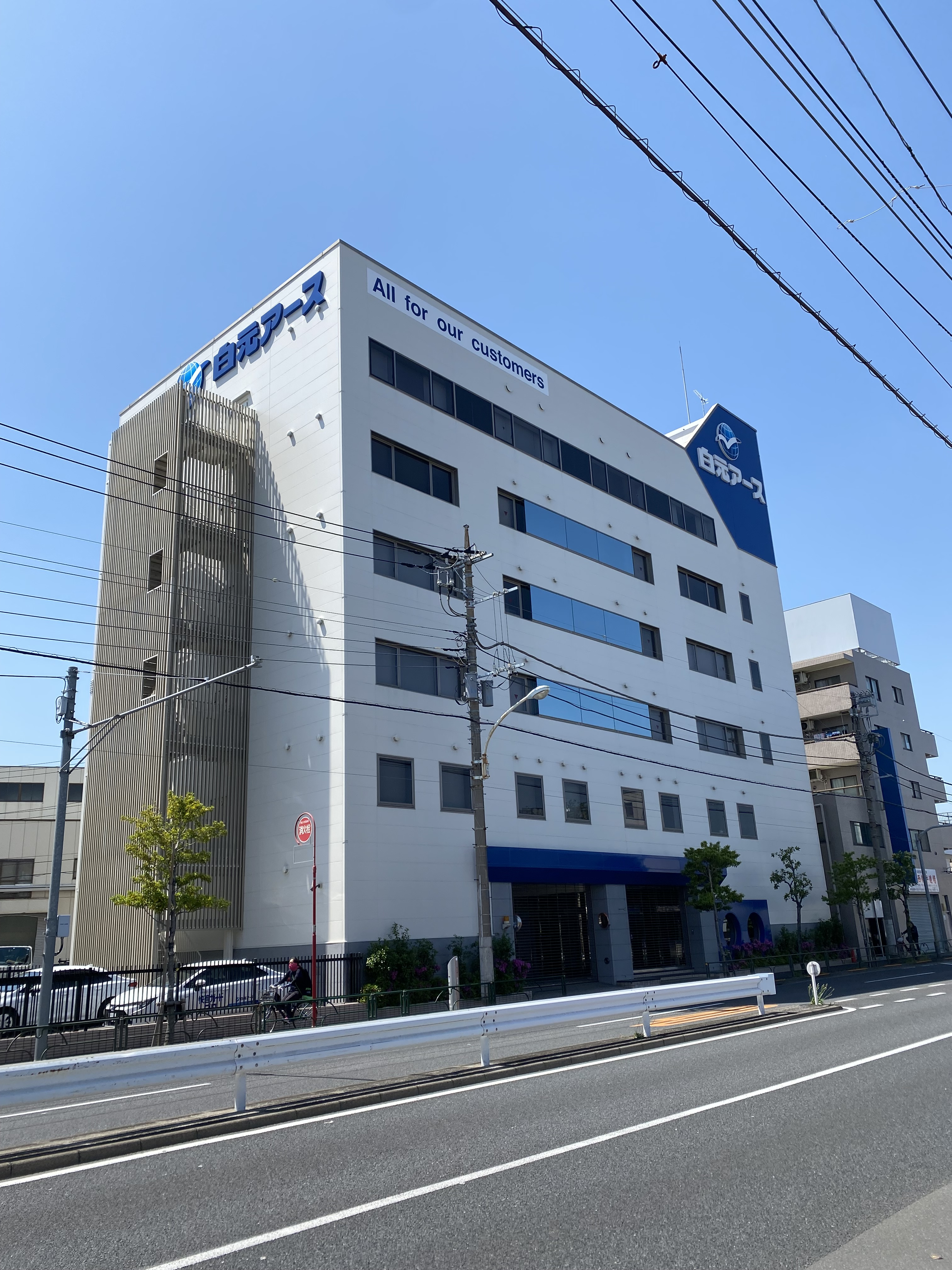
白元アース　足立本社(東京都足立区)

白元アース株式会社（はくげんアース）は、防虫剤、脱臭剤、化粧品、殺虫剤などを製造販売している総合日用品メーカーで、東証1部に上場されているアース製薬のグループ企業である。経営破綻した白元の事業譲渡の受け皿として設立された。

## 概要
2014年（平成26年）5月29日に民事再生法を申請していた白元の民事再生スポンサーが、同年7月31日に東証1部上場のアース製薬に決定したと同時に、アース製薬にカイロ事業を除く全事業や、子会社である株式会社マザーズ・香港白元有限公司・白元家庭用品（深圳）有限公司の3社の株式を75億円で譲渡する契約を締結した。アース製薬は8月5日に、事業を譲受する受け皿会社として100%子会社の白元アースを設立した。設立日は同年8月8日を予定していたが、予定よりも3日繰り上げて設立した。
白元アースは、2014年（平成26年）9月1日付で白元から、カイロ事業を除く全事業と従業員347名、有形固定資産・無形固定資産・知的財産・子会社株式・売掛金・買掛金・棚卸などの資産や負債を譲受した。
白元から譲受される一部商品では親会社であるアース製薬やアース製薬の子会社であるバスクリンと競合するものの、生産体制や大三からのマスク製品の供給は維持される他、アース製薬の販売手法を取り入れて白元から譲受される商品の販売力を高める。なお、大正製薬時代から続いた殺虫剤事業は2015年度を目途に当社での販売を終了して、親会社であるアース製薬に集約される予定となっており、2016年6月現在、当社で扱うのはアース製薬との重複がない製品（不快害虫用虫よけプレート、ウジ殺し剤（防除用医薬部外品扱い））のみとなっている。オーラルケア事業を手掛けていた子会社の株式会社マザーズを吸収合併し、同時にオーラルケア事業を親会社であるアース製薬へ集約した。同時に製造拠点の集約も進め、北海道樺戸郡浦臼町にあった浦臼工場、茨城県古河市にあった三和事業所、群馬県邑楽郡千代田町にあった群馬工場の3事業所を閉鎖している。

## 沿革
- 2014年（平成26年）
  - 7月31日 - 白元の民事再生スポンサーにアース製薬を選定。同時に白元とアース製薬との間で、白元の事業をアース製薬へ譲渡する契約に締結。
  - 8月5日 - 設立。
  - 9月1日 - 白元からカイロ事業を除く全事業を譲受。
- 2016年（平成28年）4月1日 - 株式会社マザーズを吸収合併[9]。
- 2023年（令和5年） - 旧白元時代から通算し、創業100周年。
- 2024年（令和6年） - 足立本社に本社機能を集約

## 主な商品

### 衣類用防虫剤/消臭・芳香剤
- ミセスロイド - 蒸散性ピレスロイド系防虫剤。1988年発売、大日本除虫菊（KINCHO）のタンスにゴン、エステー化学（現：エステー）のムシューダに追随するように発売。白元の時点で業界2位のシェアを持っている。2022年2月に洋服ダンス用、引き出し・衣装ケース用、クローゼット用、ウォークインクローゼット用のパッケージデザインを変更してリニューアルされた。なお、2021年現在もCMに用いられている「ミセス、ロ・イ・ドー」のサウンドロゴは1990年に起用された山田邦子出演CM以来ずっと使い続けているものである。
  - フローラルミセスロイド
  - フローラルミセスロイド防虫衣類カバー
  - ミセスロイド防虫衣類カバー - 2016年8月に衣類収納用カバーと防虫剤（ミセスロイド 洋服ダンス用）のセット品「まとめて収納用」を、2019年2月に折り畳み可能の不織布製衣類カバーと防虫剤（ミセスロイド 引き出し・衣装ケース用）のセット品「くり返し使える防虫衣類カバー」を順次発売している。
  - Naturalミセスロイド - 2018年8月発売。100%天然由来成分を使用した製品で、防虫成分は通常の「ミセスロイド」と異なり、ターピネオール類とティーツリーオイルとなる。
  - ミセスロイドきもの用 - 防虫シートと調湿剤がセットになった無香タイプ。2020年8月にリニューアルした。
- きものしょうのう
- パラゾール - パラジクロルベンゼン製剤
  - かおりパラゾール - 2016年8月発売。既存の「パラゾール」にせっけんの香りを付加したもの
- トイレボールカラー - 小便器用消臭・芳香剤（1950年代から販売し続ける超ロングセラー商品）

### 衣類・収納空間ケア製品
- ミセスロイド スタイルメイト 
  - 毛玉・ニオイ防止ミスト - 2017年8月発売
  - 汗じみ防止ミスト - 2017年8月につけかえ用を追加発売
  - しわ・ニオイとりミスト - 2017年8月につけかえ用を追加発売
  - 部屋干し臭の消臭・防臭ミスト
  - 丸めて収納 ふとん袋 - 防虫剤（ミセスロイド 引き出し用）6個同梱
  - まとめて収納 衣類カバー - 防虫剤（ミセスロイド 洋服ダンス用）同梱

### 人形用ケア商品
- わらべ - 2017年12月に全面リニューアル。ラインナップを人形用防虫剤3種類と人形用調湿剤の計4種類に整理された。
  - ニオイがつかない わらべ - 従来の「ニオイがつかない Newわらべ」に改良を加え改名。
  - ニオイがつかない わらべ 親王飾り用 - かぶせるタイプの防虫カバー2枚と道具類の収納に用いる防虫剤2個を1セットにした親王飾り用。従来の「Newわらべ 親王飾り用」に改良を加え改名。
  - ニオイがつかない わらべ シートタイプ - 人形を包むように使用するシートタイプの人形用防虫剤。従来の「ニオイがつかない Newわらべ シートタイプ」に改良を加え改名。
  - 人形用調湿剤 わらべ カビと乾燥対策 - 収納箱内の湿気をコントロールする人形用調湿剤。人形用防虫剤との併用も可能。リニューアルに伴って改良された。

### 除湿剤
- ドライ&ドライUP - 家庭用除湿剤。業界2位。
  - ドライ&ドライUP NECO（ねこ） - 2022年2月発売。超大容量（1000ml）&コンパクトタイプ。商品名にちなみ、紙ケースには猫のイラストが描かれている。
- フローラルドライ - 香りつきタイプ
- ノンスメルドライ - 2016年2月発売。脱臭機能付きタイプ。発売当初は先細形状のくつ用とケースタイプの下駄箱用があり、いずれにも活性炭配合の無香タイプと天然アロマ成分配合のせっけんの香り（芳香タイプ）の2種類が設定されている。同年9月には従来の「ドライ&ドライUP」からのリニューアルにより、ふとん用と大判シートを、2017年2月に貯水タイプ「420ml 炭と白檀の香り」を、翌月には寝具の下に敷くタイプ「ふとん爽やかシート」を順次追加し、8品目をラインナップする。貯水タイプの「炭と白檀の香り」は2022年8月に除湿量を450mlに増量してリニューアルしている。

### 虫ケア用品
- お肌の虫よけ すみっコぐらし【防除用医薬部外品】 - 2022年2月発売。ミストとシートの2種類を設定。
- コバエナックス - 2017年2月発売

### 保温具
- ゆたぽん - ジェルタイプ - 2000年発売。電子レンジで保温する形式のカイロ。後に小型化され肩用や足元用が発売され、販売軌道に乗る。ホッカイロを売却した後は保温具の主力商材となっている。
  - リラックスゆたぽん ほぐれる温蒸気 - あずき+セラミックタイプ。2017年8月に繰り返し回数を365回に向上してリニューアルされた。

### 入浴剤
業界4位。親会社のアース製薬と競合（業界3位）しているジャンルであったが、子会社のバスクリン（業界2位）とともに事業統合は行っておらず、キング化学が置かれていた和歌山工場で生産されている。また、白元時代から錠剤タイプの炭酸入浴剤を製造していたが、親会社のアース製薬も2015年に「温泡」を発売している。
- HERSバスラボ - 白元アース発足後に立ち上げた入浴剤のブランド。2015年8月発売。前身はキング化学及び白元が製造していたバスキングシリーズ。
  - アソート【医薬部外品】 - 4種類の香りを詰め合わせた錠剤タイプ。
  - クール【医薬部外品】 - 2016年3月発売。「アソート」にクール成分のメントール配合したクールタイプ。
  - プレミアム たっぷり炭酸浴【医薬部外品】 - 炭酸濃度を2倍に高濃度化して70gのビッグサイズとし、アソート形態とした錠剤タイプ。発売当初は「たっぷり炭酸浴」の名称だったが、2016年8月に1箱に封入する種類を4種類から6種類に増やし、入数を12錠から6錠に減らし、商品名を変更してリニューアルされた。。
  - ボトル【医薬部外品】 - 粉末タイプ。ゆずの香り・森の香り・ローズの香り・ナイトラベンダーの香り・ベリーの香りの5種類。2016年3月にクール成分のメントールを配合したクールタイプ2種（ミントの香り・グレープフルーツの香り）を、同年8月にりんごの香り・ジャスミンの香り・マスカットの香りの3種を追加発売された。2017年8月には濃厚タイプ2種（ザクロの香り・マンゴーの香り）を発売するとともに、既存のりんごの香りとマスカットの香りを「濃厚タイプ」へ移行、ベリーの香りを廃止したことで、レギュラー5種、濃厚タイプ4種、クールタイプ2種の計11種をラインナップする。
- いい湯旅立ち - 温泉成分を配合したもの。粉剤タイプ（分包・ボトル）と錠剤タイプがある。キング化学時代から存在していたブランドだが、にごり湯に特化したラインナップになったことで、後にTVCMが制作される主力商品として成長した。のべ30種類に上るラインナップを持つが、一部は温泉名を冠していない。また、同じ温泉名でも香りが異なる場合がある。競合品にバスクリンの日本の名湯やクラシエの旅の宿があるが、前者2つは現地に赴き、泉質や香気を極力再現しようとしたものに対し、本品は当地になぞらえた樹木や草花の香りを結びつけたものである。
  - いい湯旅立ち【医薬部外品】 - 4種アソート形態の分包（粉末）タイプ。元々「にごり湯紀行」と「美人湯紀行」の2種類で展開されていたが、2016年8月にパッケージデザインをイラストに変更して全面刷新され、ラインナップを「にごり湯の宿」と「なごみ湯の宿（にごり湯と透明湯のミックスパック）」の2種類に整理。2017年8月に「にごり露天湯の宿」、2018年8月に「雪見にごり湯の宿」、2019年8月に「なごみ湯の宿」をすべてにごり湯仕様に変更した「なごみにごり湯の宿」、2020年8月に「紅葉にごり湯の宿」、2021年8月に「富士見にごり湯の宿」が順次発売され、6種類となった。なお、企画品として、16種・48包の大容量品「厳選パック」やアソート全6種類をセット化した「大容量パック」も発売されている。
  - にごり炭酸湯（たんさんとう）【医薬部外品】 - 2017年8月発売。4種アソート形態の錠剤タイプ。発売当初は「ぬくもりの宿」と「やすらぎの宿」の2種類だったが、2019年3月にメントール配合のクールタイプ「納涼 そよかぜの宿」、同年8月に「うるわしの宿」、2020年8月に「雪灯りの宿」、2021年8月に「いこいの宿」、2022年8月に「なつかしの宿」が順次発売され、6種類となった。2023年8月に全製品がリニューアルされた。
  - ボトル にごり湯【医薬部外品】 - 2017年8月発売。プラスチック製ボトル入りの粉末タイプ。発売当初は「にごり湯紀行」の名称でゆず・森・かぼすの3種類の香りが発売されていたが、2018年8月にひのき、2020年8月に金木犀を順次発売。2022年8月に全製品がリニューアルされ、「にごり湯」に改名。ゆずとひのきはリニューアルを機に香りの名称を漢字表記（柚子・檜）へ改められた。
  - ボトル 納涼にごり湯【医薬部外品】 - 2019年3月に「納涼にごり湯紀行」はっさくとして発売。
- あわあわランド - 2017年3月発売。液体タイプの泡入浴液。本品は浴用化粧料に分類される。
- 汗だしJUWA - 2022年9月発売。海塩を炭酸パウダーでコーティングしたバスソルト。本品は浴用化粧料に分類される。

### 衛生関連用品（保冷具）
- アイスノン
  - ソフト - 保冷枕（不凍ゲル・凍結ゲル・断熱シートの柔軟3層構造型）。2023年3月に持続時間を向上するリニューアルが行われた。
  - やわらかフィット - 2018年3月発売。保冷枕（不凍ゲル型）
  - ベルト - 1970年発売。従来は大人用だったが、2018年3月のリニューアルで形状変更されこども・大人兼用に、2023年3月のリニューアルで「アイスノンソフト」同様、持続時間が向上された。
  - 冷んやりタオル - 2025年3月発売。使い切りタイプの冷却タオル。
  - 首もとひんやり氷結ベルト - 4包構造の氷結ゲルを専用カバーに入れて使用するベルトタイプ。連続使用が可能なように、氷結ゲルは2個同梱されている。2017年3月リニューアル。
  - 首もとひんやりスカーフ - 2017年3月発売。水にぬらして使用するスカーフタイプ
  - ふって極冷えスカーフ - 2021年3月発売。帝人の接触冷却素材を使用した水にぬらして使用するスカーフタイプ。
  - ICE KING 極冷えボディミスト - 2024年3月発売。ミストタイプのボディ用化粧水。無香料と金木犀の香りの2種類。2025年3月につめかえ用が追加発売。
  - 冷んやり氷スプレー ハンカチなどにスプレーしてから肌に当てる瞬間冷却スプレー。2025年3月に「瞬間氷スプレー」をリニューアル。内容量を57mlから134mlに大容量化された。
  - 極冷えタオル - 2020年3月発売。帝人の接触冷却素材を使用した水にぬらして使用する冷感タオル。当初はブルーのみだったが、2021年3月にピンクを追加発売した。
  - シャツミスト - 衣類用冷感スプレー。2017年3月に「どこでもアイスノン」から約5年ぶりに「アイスノン」へ再移行し、除菌成分を配合してリニューアル。その際に「ミントの香り」に大容量（300ml）を追加。2019年3月に大容量つめかえ用を追加発売した。
  - シャツミスト ICE KING - 2022年3月発売。乳酸メンチル（冷感成分）とバニリルブチル（冷感補強成分）を追加した配合された衣類用冷感スプレー。2025年3月に100ml入りとピーチの香りが追加発売された。
  - 爆冷スプレー - 服の上から使用するエアゾールタイプの冷却スプレー。2022年3月に「瞬間爆冷スプレー」からリニューアル。2023年3月に無香料が追加発売された。
  - 頭を冷やすスプレーGOLD - 2018年3月に「頭を冷やすスプレー」として発売。頭皮用の冷却スプレーで化粧品の規格となる。2024年3月のリニューアルでメントールを増量・改名した。
  - 極冷えボディシート - 2019年3月発売。クールタイプのボディ用シート（ふき取り用化粧水）。2020年3月にせっけんの香りが追加発売された。
  - 極冷え洗顔シート - 2020年3月発売。クールタイプの顔用シート（ふき取り用洗顔・化粧水）。20枚×2個パック包装としている。
  - 冷却シート - 2020年3月発売。30枚入りの大容量タイプ。

### 医療用品（マスク）
以下の製品は全て大三製造品
- 快適ガード - マスクの主力ブランド。2015年9月に「快適ガードプロ」・「快適ガードプロ贅沢仕立て」・「快適さわやかマスク」の3製品をリニューアルして「快適ガード」としてシリーズ化した。
  - プロ - 立体タイプとプリーツタイプがある。2017年8月にプリーツタイプの外装を箱から袋に変更するリニューアルが行われ、新たにこども用が追加発売された。
  - 贅沢仕立て
  - さわやかマスク - 2015年9月のリニューアルに伴って「快適さわやかマスク」から改名され、「快適ガード」シリーズの一製品に移行。
  - のど潤いぬれマスク - 2016年8月のリニューアルに伴って「加湿ぬれマスク」から改名され、「快適ガード」のシリーズ品へ移行。外装を箱から袋に変更された。
- be-style（ビースタイル）
  - UVカットマスク - 2016年3月発売。UVカット素材を採用。おまけとして「STF 汗もとれるオイルクリアフィルム」3枚入りを同梱する。2017年2月に入数を5枚から3枚に変更しリニューアルされた。

### 脱臭剤・消臭剤
- ノンスメル
  - 置き型1年間脱臭 - 1963年発売のロングセラー製品。2016年3月のリニューアルで冷蔵庫用は青緑、冷凍室用は紺、野菜室用はオレンジと用途別に色分けされたコンパクトケースに刷新。2018年3月のリニューアルでケースデザインが変更となり、「1年脱臭タイマー」を廃止する代わりに下部に使用開始日を記入するスペースが設けられた。2022年3月にパッケージデザインを変更している。
  - くつ用スプレー - 2016年3月発売。トリガーノズルを採用したスプレータイプのくつ用消臭剤。
  - 生ごみ消臭スプレー - 2021年3月発売。
  - 清水香（せいすいか） - 2016年3月発売。2006年に国際興業と共同開発した業務用消臭剤「清水香」をベースにした家庭向けスプレータイプの衣類・布製品・空間用消臭剤。発売当初は無香タイプとハーバルフレッシュの香りの2種類だったが、2017年3月にフローラルフレッシュの香りを追加。2019年3月に無香タイプとハーバルフレッシュの香りにつけかえ用の1.8倍量（560ml）のつめかえ用パウチを追加。2020年8月のリニューアルでボトルをブルーへ変更され、内容量を増量（本体:300ml→400ml、つめかえ用:560ml→600ml）。2021年8月にホワイティーフレッシュの香りを追加発売した。

### パーソナルケア
- ソックタッチ
- STF - あぶらとりフィルム・携帯用アルコールハンドジェル（「STF」とは"Sock Touch Friend"の頭文字から取ったもので、「ソックタッチ」の姉妹品という意）

### 製造終了品
※は旧白元表記のままで発売されていた製品
- mixing Airdome※ - 屋外用虫よけ器。なお、本品は住友化学園芸でも「無虫空間お外で虫よけ」の商品名で（但し、色違い）販売されている商品であり、こちらについては現在も販売されている。
- mixing 虫よけプレート
- ヨケリーナ 虫よけプレート
- 芳香うじ殺しゼット【防除用医薬部外品】 - 大正製薬→白元時代に発売されていた「リゾ」→「ワイパア ゼット」から製品名を変更。
- バスキング【医薬部外品】 - 旧キング化学時代から発売されていた入浴剤。市販品は「HERSバスラボ」へ継承した。ただし、業務用入浴剤として名称は残っている。
- アイスノンピロー
- アイスノンパジャマミスト
- いきいきメイト - 介護用製品

## 工場
- 埼玉工場（埼玉県久喜市）
- 和歌山工場（和歌山県和歌山市）
- 栃木工場（栃木県小山市）

## 子会社
- 白元日用品製造（深圳）有限公司

### かつての子会社
- 株式会社マザーズ - 白元アースに吸収合併。
- 香港白元有限公司
- 白元家庭用品（深圳）有限公司